# 鼻化度
鼻化度是测量浊声言语中腭咽开合度的度量指标。其一般计算公式如下：
{\displaystyle {\dfrac {A_{n}}{(A_{m}+A_{n})}}\times 100\%}
其中，{\displaystyle A_{m}}代表口腔声能的振幅，{\displaystyle A_{n}}代表鼻腔声能的振幅。
该术语最早出现于Fletcher and Frost (1974)。鼻化度现已可以通过使用多种仪器测量算得，具体计算方法因使用的仪器而略有差异。此外，不同的仪器隔绝口鼻声能的方式亦有差异，但是目前尚无研究证明这些差异会给相关的底层物理变量（例如，腭咽开合度）带来什么样的影响。